# Valea Danului
Valea Danului – wieś w Rumunii, w okręgu Ardżesz, w gminie Valea Danului. W 2011 roku liczyła 1483   mieszkańców.